# Onocolus
Genre
Synonymes
- Paronocolus Mello-Leitão, 1929

Onocolus est un genre d'araignées aranéomorphes de la famille des Thomisidae.

## Distribution
Les espèces de ce genre se rencontrent en Amérique du Sud et au Panama.

## Liste des espèces
Selon World Spider Catalog (version 20.5, 22/08/2019) :
- Onocolus ankeri Teixeira & Machado, 2019
- Onocolus biocellatus Mello-Leitão, 1948
- Onocolus compactilis Simon, 1895
- Onocolus echinatus (Taczanowski, 1872)
- Onocolus echinicaudus Mello-Leitão, 1929
- Onocolus echinurus Mello-Leitão, 1929
- Onocolus eloaeus Lise, 1980
- Onocolus garruchus Lise, 1979
- Onocolus granulosus Mello-Leitão, 1929
- Onocolus infelix Mello-Leitão, 1941
- Onocolus intermedius (Mello-Leitão, 1929)
- Onocolus latiductus Lise, 1980
- Onocolus mitralis Lise, 1979
- Onocolus pentagonus (Keyserling, 1880)
- Onocolus perditus Mello-Leitão, 1929
- Onocolus simoni Mello-Leitão, 1915
- Onocolus trifolius Mello-Leitão, 1929

## Publication originale
- Simon, 1895 : Histoire naturelle des araignées. Paris, vol. 1, p. 761-1084 (texte intégral).